# Kościół Podwyższenia Krzyża Pańskiego w Księżpolu
Kościół Podwyższenia Krzyża Pańskiego w Księżpolu – parafialny kościół katolicki w Księżpolu, była cerkiew prawosławna.

## Historia
Pierwsze udokumentowane wzmianki o istnieniu prawosławnej cerkwi Podwyższenia Krzyża Pańskiego w Księżpolu pochodzą z dokumentów podatkowych z roku 1507. Prawdopodobnie drewniana świątynia prawosławna została wzniesiona jednak wcześniej. Nowa, drewniana świątynia unicka została zbudowana dla mieszkańców Księżpola, którzy byli Rusinami, z fundacji Zamoyskich w 1679 roku (w 1588 Księżpol znalazł się w dobrach Jana Zamoyskiego a następnie Ordynacji Zamojskiej). Kolejna unicka cerkiew w Księżpolu powstała w latach 1855-1857 na miejscu starszej świątyni z fundacji Konstantego Zamoyskiego. Była to siedziba miejscowej parafii. Od roku 1875 księżpolska parafia, w wyniku likwidacji unickiej diecezji chełmskiej przez władze carskie, ponownie funkcjonowała jako prawosławna, wchodząc jednak w skład chełmsko-warszawskiej eparchii Rosyjskiej Cerkwi Prawosławnej.

### Okres po I wojnie światowej
W wyniku działań zbrojnych podczas pierwszej wojny światowej w 1915 roku, świątynia została uszkodzona. Po 1918 roku przejęta przez Kościół katolicki dla, nowo tworzonej w Księżpolu, parafii rzymskokatolickiej pod tym samym wezwaniem. Świątynia remontowana była w 1924 roku. Podczas przystosowywania cerkwi dla nowej parafii,utraciła wiele charakterystycznych elementów świadczących o wielowiekowych tradycjach miejscowości i jej mieszkańców, wprowadzając w ich miejsce dotychczas lokalnie nieznane zwyczaje i styl urządzenia świątyni. W 1937 roku wysiłkiem miejscowej społeczności prawosławnej w Księżpolu zbudowana była drewniana cerkiew. Została ona zburzona w 1938 roku w ramach akcji niszczenia świątyń prawosławnych na Chełmszczyźnie i Południowym Podlasiu. W okresie drugiej wojny światowej (w latach 1941-1945) w Księżpolu funkcjonowała reaktywowana prawosławna parafia. 

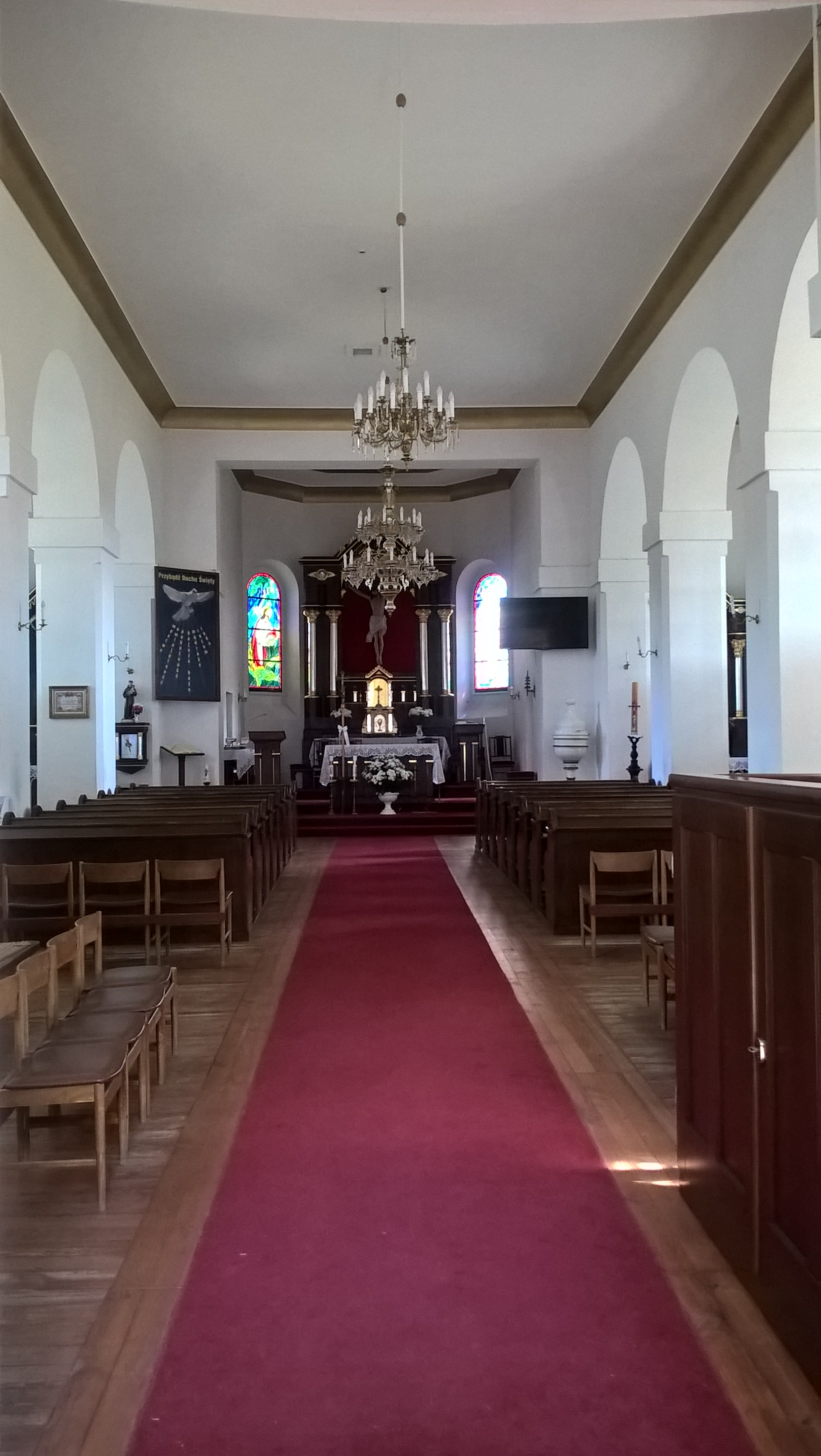
Wnętrze świątyni

## Architektura i wyposażenie
Budynek jest trójnawowy, z zakrystią i niewielką wieżyczką nad nawą. Ołtarz główny z obrazem św. Antoniego z Padwy i figurą Chrystusa na Krzyżu powstał w 1952. Inne elementy wyposażenia świątyni są starsze - z XVIII w. pochodzą stacje Drogi Krzyżowej, monstrancja, na chórze znajdują się organy pochodzenia unickiego. Zabytkowymi elementami znajdującymi się w świątyni z okresu, gdy funkcjonowała ona jako cerkiew są także chrzcielnica oraz żyrandol z XVIII/XIX wieku.

## Otoczenie
Na północ od kościoła znajduje się rzymskokatolicki cmentarz (dawniej unicki, powstały z kolei na miejscu prawosławnego) z najstarszym nagrobkiem sięgającym 1828. Na cmentarzu znajduje się 12 mogił żołnierzy z września 1939 oraz Kopiec Żołnierski z I wojny światowej. Około 1,5 km w kierunku północno-wschodnim od dzisiejszego kościoła znajduje się wciąż czynny cmentarz prawosławny. Na cmentarzu niejednokrotnie dokonywano aktów profanacji, o czym świadczy ogromna liczba zniszczonych nagrobków oraz krzyży.